# Šesta Vlada Republike Hrvatske
Šesta Vlada Republike Hrvatske je saziv Vlade Republike Hrvatske u periodu od 7. studenog 1995. do 27. siječnja 2000. Predsjednik Vlade bio je Zlatko Mateša. 

## Sastav
| Ime i prezime               | Funkcija | Vrijeme obnašanja dužnosti                |
| --------------------------- | --- | ----------------------------------------- |
| mr. sc. Zlatko Mateša       | predsjednik | 7. studenog 1995. do 27. siječnja 2000.   |
| dr. sc. Ljerka Mintas-Hodak | potpredsjednica Vlade | 7. studenog 1995. do 27. siječnja 2000.   |
| dr. sc. Ivica Kostović      | potpredsjednik Vlade | 7. studenog 1995. do 14. listopada 1998.  |
| dr. sc. Jure Radić          | potpredsjednik Vlade | 7. studenog 1995. do 27. siječnja 2000.   |
| dr. sc. Mate Granić         | potpredsjednik Vlade | 7. studenog 1995. do 27. siječnja 2000.   |
| dr. sc. Milan Ramljak       | potpredsjednik Vlade | 14. svibnja 1998. do 13. travnja 1999.    |
| mr. sc. Borislav Škegro     | potpredsjednik Vlade | 7. studenog 1995. do 27. siječnja 2000.   |
| mr. sc. Božo Prka           | ministar financija | 7. studenog 1995. do 11. rujna 1997.      |
| mr. sc. Borislav Škegro     | ministar financija | 11. rujna 1997. do 27. siječnja 2000.     |
| Davor Štern                 | ministar gospodarstva | 7. studenog 1995. do 14. travnja 1997.    |
| mr. sc. Nenad Porges        | ministar gospodarstva | 15. travnja 1997. do 27. siječnja 2000.   |
| dr. sc. Juraj Njavro        | ministar hrvatskih branitelja iz Domovinskog rata                                                                                          | 19. prosinca 1997. do 27. siječnja 2000.  |
| mr. sc. Božo Biškupić       | ministar kulture | 7. studenog 1995. do 27. siječnja 2000.   |
| Gojko Šušak                 | ministar obrane | 7. studenog 1995. do 3. svibnja 1998.     |
| dr. sc. Andrija Hebrang     | ministar obrane | 14. svibnja 1998. do 14. listopada 1998.  |
| Pavao Miljavac              | ministar obrane | 14. listopada 1998. do 27. siječnja 2000. |
| Matej Janković              | ministar poljoprivrede i šumarstva | 7. studenog 1995. do 16. prosinca 1996.   |
| mr. sc. Zlatko Dominiković  | ministar poljoprivrede i šumarstva | 16. prosinca 1996. do 22. veljače 1999.   |
| mr. sc. Ivan Đurkić         | ministar poljoprivrede i šumarstva | 22. veljače 1999. do 27. siječnja 2000.   |
| Ivica Mudrinić              | ministar pomorstva, prometa i veza | 7. studenog 1995. do 5. veljače 1996.     |
| mr. sc. Željko Lužavec      | ministar pomorstva, prometa i veza | 5. veljače 1996. do 4. kolovoza 1999.     |
| Ivan Pavlović               | ministar pomorstva, prometa i veza | 16. kolovoza 1999. do 27. siječnja 2000.  |
| Marijan Petrović            | ministar povratka i useljeništva | 13. studenog 1996. do 1. lipnja 1999.     |
| Miroslav Šeparović          | ministar pravosuđa | 7. studenog 1995. do 20. travnja 1998.    |
| dr. sc. Milan Ramljak       | ministar pravosuđa | 14. svibnja 1998. do 13. travnja 1999.    |
| dr. sc. Zvonimir Šeparović  | ministar pravosuđa | 15. travnja 1999. do 27. siječnja 2000.   |
| Ivan Penić                  | ministar privatizacije i upravljanja imovinom                                                                                              | 7. studenog 1995. do 16. prosinca 1996.   |
| Milan Kovač                 | ministar privatizacije i upravljanja imovinom                                                                                              | 16. prosinca 1996. do 1. travnja 1999.    |
| mr. sc. Marko Širac         | ministar prostornog uređenja, graditeljstva i stanovanja                                                                                   | 16. prosinca 1996. do 27. siječnja 2000.  |
| mr. sc. Božidar Pugelnik    | ministar prosvjete i športa | 4. ožujka 1998. do 5. listopada 1999.     |
| Joso Škara                  | ministar rada i socijalne skrbi | 7. studenog 1995. do 27. siječnja 2000.   |
| dr. sc. Jure Radić          | ministar razvitka i obnove | 7. studenog 1995. do 18. svibnja 1999.    |
| dr. sc. Jure Radić          | ministar razvitka, useljeništva i obnove                                                                                                   | 18. svibnja 1999. do 27. siječnja 2000.   |
| mr. sc. Niko Bulić          | ministar turizma | 7. studenog 1995. do 11. rujna 1997.      |
| Sergej Morsan               | ministar turizma | 9. studenog 1997. do 15. travnja 1999.    |
| Ivan Herak                  | ministar turizma | 15. travnja 1999. do 27. siječnja 2000.   |
| Branko Močibob              | ministar u Vladi | 7. studenog 1995. do 15. svibnja 1997.    |
| dr. sc. Juraj Njavro        | ministar u Vladi | 13. studenog 1996. do 19. prosinca 1997.  |
| Marijan Petrović            | ministar u Vladi | 7. studenog 1995. do 13. studenog 1996.   |
| Ivan Jarnjak                | ministar unutarnjih poslova | 7. studenog 1995. do 16. prosinca 1996.   |
| mr. sc. Ivan Penić          | ministar unutarnjih poslova | 16. prosinca 1996. do 27. siječnja 2000.  |
| Davorin Mlakar              | ministar uprave | 3. veljače 1994. do 4. ožujka 1998.       |
| Marijan Ramušćak            | ministar uprave | 4. ožujka 1998. do 17. veljače 1999.      |
| dr. sc. Mate Granić         | ministar vanjskih poslova | 7. studenog 1995. do 27. siječnja 2000.   |
| Milan Kovač                 | ministar zadužen za provođenje posebnih odnosa između Republike Hrvatske i Federacije Bosne i Hercegovine i odnosa s Bosnom i Hercegovinom | 15. travnja 1999. do 27. siječnja 2000.   |
| dr. sc. Andrija Hebrang     | ministar zdravstva | 7. studenog 1995. do 14. svibnja 1998.    |
| dr. sc. Željko Reiner       | ministar zdravstva | 14. svibnja 1998. do 27. siječnja 2000.   |
| dr. sc. Ivica Kostović      | ministar znanosti i tehnologije | 7. studenog 1995. do 14. listopada 1998.  |
| dr. sc. Milena Žic-Fuchs    | ministar znanosti i tehnologije | 22. veljače 1999. do 27. siječnja 2000.   |
| Marina Matulović-Dropulić   | ministrica prostornog uređenja, graditeljstva i stanovanja                                                                                 | 7. studenog 1995. do 16. prosinca 1996.   |
| Ljilja Vokić                | ministrica prosvjete i športa | 7. studenog 1995. do 4. ožujka 1998.      |
| Nansi Ivanišević            | ministrica prosvjete i športa | 5. listopada 1999. do 27. siječnja 2000.  |
| Ljerka Mintas-Hodak         | ministrica za europske integracije | 4. ožujka 1998. do 27. siječnja 2000.     |
| Jagoda Premužić             | tajnica Vlade | 7. studenog 1995. do 27. siječnja 2000.   |

## Poveznice
- Vlada Republike Hrvatske
- Popis hrvatskih predsjednika Vlade
- Predsjednik Vlade Republike Hrvatske

## Vanjske poveznice
- Kronologije Vlade RH  Arhivirana inačica izvorne stranice od 1. srpnja 2007. (Wayback Machine)
- Vlada RH  Arhivirana inačica izvorne stranice od 11. lipnja 2007. (Wayback Machine)